# Vicente Nebrada

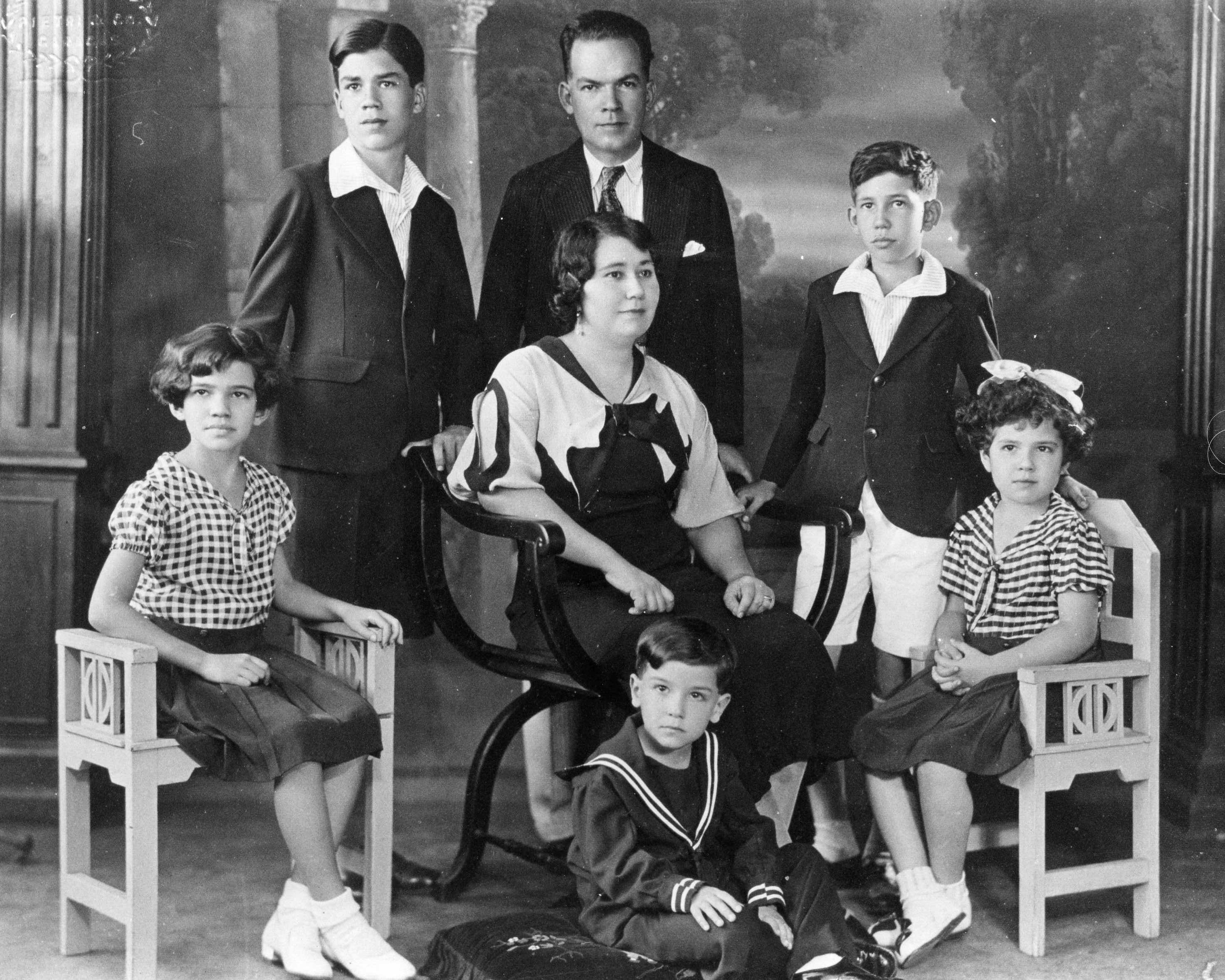
Rodzina Nebreda Arias w 1934 r. Caracas. Vicente w wieku 4 lat, w środku zdjęcia

Vicente Nebrada, właśc. Vicente Balbino Nebreda Arias (ur. 31 marca 1930 w Caracas, zm. 26 maja 2002 tamże) – wenezuelski baletmistrz i choreograf. Stworzył 61 oryginalnych choreografii i adaptacji baletowych dla różnych formacji baletowych na świecie.

## Kariera
Nebrada był najmłodszym z pięciorga rodzeństwa. Jego artystyczne inklinacje umocniły się w okresie dojrzewania, szczególnie lubił kino, do którego uczęszczał regularnie. W 1945 roku w Teatrze Miejskim w Caracas obejrzał spektakl baletowy w wykonaniu hiszpańskiej Compañía de Cantos y Danzas de España w reżyserii tancerza Joaquína Péreza Fernándeza, który wzbudził jego zainteresowanie tą formą sztuki. W 1948 r. wstąpił do Narodowej Szkoły Baletowej w Caracas prowadzonej przez Nenę Coronil, a cztery lata później wyjechał do Nowego Jorku, aby kontynuować studia baletowe w School of American Ballet gdzie jego nauczycielami byli: Anatole Oboukoff, Pierre Vladimiroff i Edward Caton. Rozpoczął karierę jako tancerz w Wenezuelskim Balecie Narodowym, współpracował również z Baletem Narodowym Alicia Alonso na Kubie, z Rolandem Petitem w Paryżu oraz z Joffrey Ballet w Chicago (1959). Pracę jako choreograf rozpoczął w 1958 roku i ukoronował ją autorską adaptacją Dziadka do orzechów w 1996 r.
Był członkiem założycielem Harkness Ballet, gdzie stworzył swój pierwszy balet Percussion for Six Men w 1969 roku. W 1975 r. Nebrada pomógł również założyć Międzynarodowy Balet w Caracas, którego został dyrektorem artystycznym i choreografem-rezydentem w 1977 r. W 1984 r. został dyrektorem artystycznym Narodowego Baletu w Caracas, gdzie pracował do śmierci z powodu białaczki w 2002 r. Jego układy taneczne wykonywane były przez Ballet Hispanico w Nowym Jorku, American Ballet Theatre, Joffrey Ballet w Chicago, National Ballet of Canada, Balet Opery Berlińskiej, English National Ballet, Australian Ballet i Universal Ballet w Korei.

## Styl

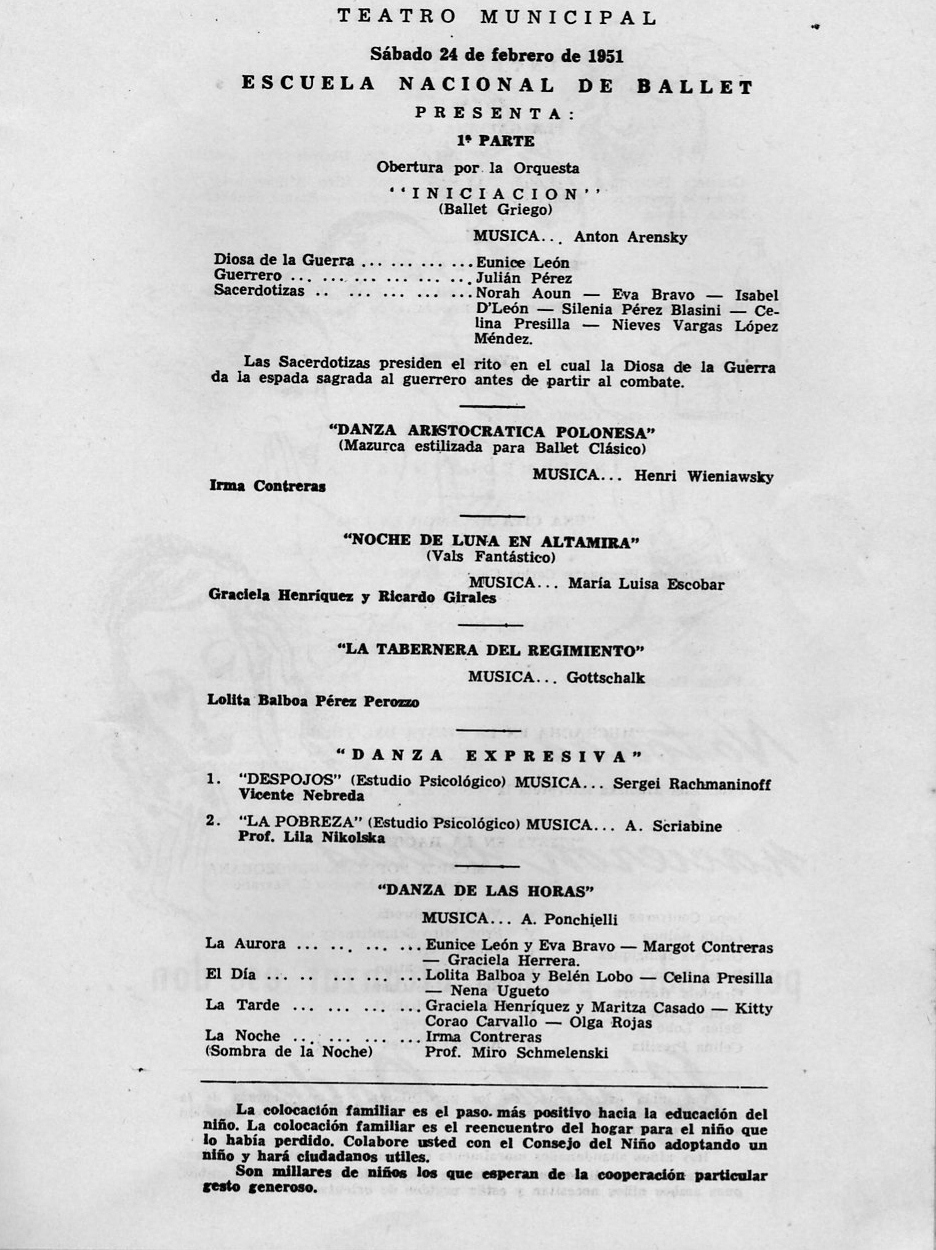
Narodowa Szkoła Baletowa, Caracas, Wenezuela (1951)

Jego styl jest niezaprzeczalnie neoklasyczny. Jego duety lub pas de deux znane są z plastyczności, ekspresji i zawiłych podnoszeń. Jego styl partnerowania wyróżnia się dużą swobodą górnej części ciała, podczas gdy baletnica balansuje na granicy równowagi. Jego projekty przestrzenne są symetryczne, harmonijne i organiczne, a tancerze poruszają się po scenie, jednocześnie nadając swoim tańcom rys indywidualizmu. Wiele spośród jego baletów narracyjnych jest wypełnionych kolorami i tętniących dramatyzmem. Takie podejście jest nieodłączne od latynoskiej idiosynkrazji, a jego istnienie jest być może pozostałością po klasycznych baletach z epoki romantycznej. Wśród jego najbardziej znanych narracyjnych lub klasycznych adaptacji są: Dziadek do orzechów, Romeo i Julia, Ognisty Ptak, Don Quijote, Copelia, Kopciuszek, Inés de Castro, Van Gogh i George Sand.
Nadał swój niepowtarzalny styl wielu baletom abstrakcyjnym lub nienarracyjnym. Niektóre z nich przedstawiają sceny oparte na opowieściach lub wytworach wyobraźni, lecz nadal uważa się je za nienarracyjne, ponieważ nie podążają za fabułą ani scenariuszem. Przykłady obejmują między innymi Nasze Walce, Lento a Tempo e Apassionato, La luna y Los híjos que tenía, Una Danza para ti, A Haendel’s Celebration, Pentimento, Double Colchea i Fever.
Osobowość artystyczną Vicente Nebrady zdefiniował Clive Barnes z New York Post w następujący sposób: „Vicente Nebrada jest fascynującym i różnorodnym choreografem, którego talent może nadać baletowi latynoamerykańskiemu własną tożsamość i styl”.
Z kolei Allan Ulrich w San Francisco Chronicle, po obejrzeniu występu trupy Nebrady napisał: „Fever to wyraźnie balet eksportowy. Ale tym, co eksportuje Nebrada, jest wieczna wojna między płciami, wyrażona przez kwartet kontrastujących duetów, w którym kobiety (Marife Gimenez, Cristina Amaral, Susana Riazuelo, Elsy Barrios) są zawzięte, dumne i nieubłagane; a mężczyźni (David Fonnegra, Christian Perez, Robert Wohlert, Servio Perdomo) są muskularni, nieulękli i ulotni. Choreografia ma strukturę klasyczną, a Nebrada potwierdza wspólny cel kobiet, powtarzając okrężne figury. Niektóre kobiety walczą, inne ustępują, a jedna wznosi się w górę jak triumfujący duch feminizmu. Dzięki ośmiu nieustraszonym tancerzom efekt był bardzo wyrazisty.”

## Dziedzictwo
Obszerna praca Nebrady wniosła poczucie odrębności i znaczenia do dziedzictwa kulturowego Wenezueli. Jego choreografie są nadal wykonywane na całym świecie, od kiedy pojawiły się w szczególnie płodnej artystycznie erze neoklasycznego baletu w XX wieku. Do swoich grup tanecznych Nebrada wyszukiwał tancerzy zarówno ekspresyjnych, jak i z wybitnymi umiejętnościami technicznymi, a większość jego męskich tancerzy również musiała być utalentowanymi partnerami w tańcu. Jego styl choreograficzny nadał tożsamość Narodowemu Baletowi w Caracas, który w 1984 roku stał się stałym zespołem baletowym kompleksu kulturowego Teresa Carreño. Pomimo częstych zakłóceń spowodowanych cięciami rządu, fundusze tej kompanii baletowej są subsydiowane głównie przez rząd Wenezueli. Podobnie jak wiele innych grup tanecznych na świecie, Narodowy Balet Caracas nadal walczy o utrzymanie stałego sezonu, opłacenie tancerzy i utrzymanie rentowności.

## Nagrody
Nebrada był laureatem wielu nagród, między innymi:
- 1976: Nagroda Fokine za choreografię do spektaklu Shadows przyznana przez Uniwersytet Tańca w Paryżu
- 1984: Nagroda CONAC w dziedzinie tańca klasycznego, przyznawana przez Narodową Radę Kultury, Wenezuela
- 1986: Nagroda Diego de Lozada pierwszej klasy, przyznawana przez rząd Wenezueli
- 1991: Narodowa Nagroda Artystyczna za choreografię do „Jeziora Łabędziego”, przyznana przez Fundację Casa del Artista, Wenezuela
- 1991: Narodowa Nagroda Artystyczna dla choreografa roku, przyznana przez Fundację Casa del Artista, Wenezuela
- 1992: National Dance Award przyznana po raz pierwszy w Wenezueli
- 1992: Narodowa Nagroda Artystyczna dla choreografa roku przyznana przez Fundację Casa del Artista, Wenezuela
- 1993: Order Andres Bello pierwszej klasy, Wenezuela
- 1995: Order Simona Bolivara, w uznaniu 50 lat osiągnięć artystycznych, Wenezuela
- 1996: Narodowa Nagroda Artystyczna dla choreografa roku przyznana przez Fundację Casa del Artista, Wenezuela
- 2001: Nagroda Monseñor Pellín XII edycji za choreografię do Dziadka do orzechów jako najlepszego spektaklu dla dzieci, Wenezuela